# Buni Zom
Der Buni Zom ist der zweithöchste Berg des Hinduraj-Gebirges.
Der Buni Zom befindet sich im Chitral-Distrikt der pakistanischen Provinz Khyber Pakhtunkhwa.
Der Berg erreicht eine Höhe von 6551 m (nach anderen Quellen 6542 m). Der Buni Zom galt bis in die 1960er-Jahre als der höchste Berg des Hinduraj. Der Berg wird flankiert vom Khorabohr-Gletscher im Westen und vom Gordoghan-Gletscher im Osten. Beide Gletscher strömen nach Süden und speisen den Phargram Gol, einen rechten Nebenfluss des Mastuj.

## Besteigungsgeschichte
Die Erstbesteigung gelang im Jahr 1957 den Neuseeländern W.K.A. Berry und C.H. Tyndale-Biscoe über den Südwestgrat.
Eine zweite Besteigung fand 1975 über die Südwand durch die Japaner Masao Okabe, Hideo Sato und Shigeru Tabe statt.
Eine dritte Besteigung unternahmen 1979 die Amerikaner Joe Reinhard und Richard J. Isherwood über die Südwand und den Westgrat.
Die Spitze des Nordgipfels (6338 m) wurde erstmals am 10. August 1965 durch eine Grazer Expedition (Gerald Gruber, Herfried Gamerith und Hanns Schell) bestiegen.